# 孔令文
孔令文（1981年9月24日—），原名聂云骢，日本华裔围棋七段棋手，中国围棋棋手聂卫平、孔祥明（已离婚）的长子。
孔令文的妻子是日本围棋九段棋手小林觉（木谷实九段的徒弟）的女儿小林清芽。